# Eiserner Mann (Kleve)

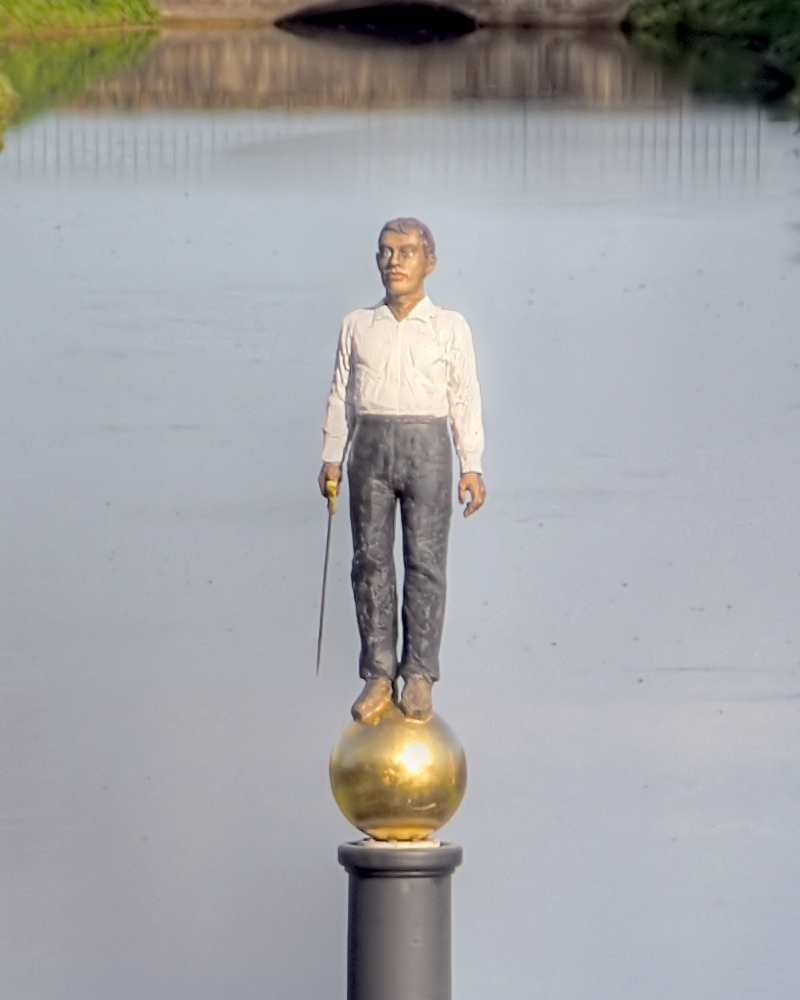
Neuer Eiserner Mann

Der Eiserne Mann, richtiger der Neue Eiserne Mann, ist ein Standbild (Säulenfigur) in Kleve. Er befindet sich in den barocken Gartenanlagen mit Amphitheater am Tiergarten und stammt von Stephan Balkenhol. Das Standbild erinnert an den Prinzen Johann Moritz von Nassau-Siegen und wurde zu seinem 400. Geburtstag am 18. Juni 2004 enthüllt.
Vorläufer war ein gleichnamiges Säulenstandbild des 17. Jahrhunderts, das wohl den Söldner Martin Schenk von Nideggen darstellte, den Erbauer der Festung Schenkenschanz in der Gabelung von Rhein und Waal. Diese Bildsäule wurde 1794 von französischen Revolutionstruppen zerstört.

## Der ursprüngliche Eiserne Mann
Der ursprüngliche Eiserne Mann wurde wohl nach Entwürfen des damaligen preußischen Statthalters in Kleve, Prinz Johann Moritz von Nassau-Siegen, 1653 errichtet und in das mit Skulpturen und Ornamenten geschmückte Amphitheater eingebunden. Er war mit der von der Stadt Amsterdam 1660 geschenkten überlebensgroßen Marmorfigur Minerva, der Göttin der Künste und Wissenschaften, die Hauptattraktion der von Johann Moritz angelegten Gärten, Alleen und Sichtachsen. Johann Moritz schuf nach dem Achtzigjährigen Krieg die größtenteils noch heute erhaltenen barocken Gartenanlagen, die jedem Bürger zugänglich und an keine Schlossanlage angegliedert waren.
Der Eiserne Mann stand auf einer Feldschlange (Kanonenrohr), die ihrerseits auf 5 eisernen Kugeln (Kanonenkugeln) gelagert war. Die Darstellung zeigte eine vollständige eiserne Ritterrüstung (Panzerrüstung) mit Gesicht, einem langen Schwert, altdeutschem Streitkolben und großen Sporen. Diese Bildsäule war ca. 10 Meter hoch. Einige bezogen diesen eisernen Mann auf den holländischen Attila, Maarten van Rossum, den Geldernschen Kriegsobersten und Bauherrn zur Zeit Karls V., andere sahen wohl mit Recht ein Abbild des tapferen Martin Schenk von Nydeck, Erbauer der benachbarten Festung Schenkenschanz. Das zierliche Postament, auf dem die 5 Kugeln ruhten, trug die Inschrift: Omnes natura judices non artifices fecit (Die Natur hat alle Menschen zu Kritikern, nicht alle zu Künstlern gemacht). Der Eiserne Mann war der Minerva zugewandt, sein Rücken zeigte zum Rhein bzw. zum Eltenberg. Während Minerva die schönen Künste, die Philosophie und die Wissenschaften symbolisierte, stand der Eiserne Mann als Symbol für Mars, den Gott des Krieges, der vom Statthalter Johann Moritz besiegt und als „Zeichen des süßen Friedens“ zum Schutzherrn seiner Gärten gemacht wurde. Der Eiserne Mann wurde 1794 von den französischen Truppen unter Napoleon zerstört.

## Der Neue Eiserne Mann
Die Beschaffung und Aufstellung des Neuen Eisernen Mannes am Amphitheater wurde als Geschenk der Klever Bürgerschaft verwirklicht. Die Enthüllung erfolgte am 18. Juni 2004. Zum 400. Geburtstag des Prinzen Johann Moritz wollte der Freundeskreis der Museen Kurhaus und Koekkoek ein Zeichen setzen. So entwickelte sich die Idee, Kleves Logo des 17. Jahrhunderts und das Wahrzeichen der Klever Gärten in Abstimmung mit der Denkmalpflege wieder zu beleben. Der Bildhauer Stefan Balkenhol (geb. 1957) orientierte sich bei der Erstellung am Denkmal des 17. Jahrhunderts und übernahm dessen Aufbau. Aus einem Betonfundament erhebt sich eine gusseiserne Säule, auf der eine goldene Kugel ruht. Auf dieser Kugel steht ein Mann aus Bronze, ein Mensch unserer Zeit, der eine schwarze Hose und ein weißes Hemd trägt. Das Schwert in seiner Rechten verbindet ihn einerseits mit der Mars-Figur des Johann Moritz, andererseits entrückt es ihn aus der Gegenwart. Balkenhols Mann ist ein Krieger wider eigenen Willens, zufällig mit einem Schwert bewaffnet, linkisch und leicht verletzlich.

## Der „Eiserne Mann“ oder „Cupidosäule“ am Moritzpark
Von Goch aus nach Kleve kommend, nahe der Straße Eiserner Mann, steht an der rechten Seite der Nassauerallee, am Abzweig der Lindenallee, eine Cupidosäule.
Aus einer alten Feldschlange und Bombenkesseln besteht das Denkmal, das ursprünglich Sichtmarke der Nassauer Allee/Lindenallee war und einen Sternpunkt bildet. Die Cupido-Figur auf der Säule wurde vom Bildhauer Dieter von Levetzow geschaffen.
Der Liebesengel auf der Spitze mit Pfeil und Bogen überwindet den Krieg. Diese Statue hat einige Male den Standort gewechselt und wird fälschlicherweise auch als Eiserner Mann bezeichnet.